# Cycas panzhihuaensis
Cycas panzhihuaensis es una especie de Cycadopsida del género Cycas, de la familia Cycadaceae, del orden Cycadales.

## Distribución
Cycas panzhihuaensis se distribuye por China (Sichuan, Yunnan).

## Taxonomía
Fue descrita científicamente por L.Zhou & S.Y.Yang. Fue publicado por primera vez en L.Zhou & S.Y.Yang. In: Acta Phytotax. Sin. 19(3): 335, t. 10, figs. 1-6; t. 11, figs. 1-10. (1981).